# Cédric Ondo Biyoghé
Cédric Ondo Biyoghé (17 de agosto de 1994) é um futebolista profissional gabonense que atua como atacante.

## Carreira
Cédric Ondo Biyoghé fez parte do elenco da Seleção Gabonense de Futebol na Campeonato Africano das Nações de 2017.